# گود زارچوئیه
گود زارچوئیه یک روستا در ایران است که در شهرستان سیرجان واقع شده‌است.